# Tichon (Wasilewski)
Tichon, imię świeckie Nikołaj Wasilewski (ur. 19 kwietnia?/1 maja 1867 w Połtawie, zm. 17 lipca 1926 w Woroneżu) – rosyjski biskup prawosławny. 

## Życiorys
Był synem cerkiewnego psalmisty. Edukację teologiczną zdobył w połtawskiej szkole duchownej, następnie w seminariach duchownym w Połtawie i Kijowie oraz w Kijowskiej Akademii Duchownej, gdzie w 1891 uzyskał stopień kandydata nauk teologicznych. Pracował od tego samego roku jako inspektor eparchialnej szkoły żeńskiej działającej przy eparchii połtawskiej w Ładynie, zaś w 1892 został wykładowcą szkoły duchownej w Chersoniu.  28 czerwca 1895 złożył wieczyste śluby mnisze, przyjmując imię zakonne Tichon, święcenia kapłańskie przyjął 17 lipca. Został także inspektorem seminarium duchownego w Tomsku. Trzy lata później otrzymał godność archimandryty i objął stanowisko rektora seminarium duchownego w Mińsku, którego inspektorem był już od 1897.
3 maja 1903 Świątobliwy Synod Rządzący nominował go na biskupa bałckiego, wikariusza eparchii podolskiej. Chirotonia biskupia odbyła się 26 maja w soborze św. Aleksandra Newskiego w Kamieńcu Podolskim. W 1905 biskup Tichon został ordynariuszem eparchii kostromskiej i galickiej. W 1913, w czasie obchodów 300-lecia panowania dynastii Romanowów, otrzymał godność arcybiskupią. W roku następnym został arcybiskupem kurskim i obojańskim.
Nieprzychylnie przyjął rewolucję lutową, toteż we wrześniu 1917 razem z grupą innych niechętnych Rządowi Tymczasowemu biskupów został odwołany z katedry. Jako miejsce pobytu wyznaczono mu monaster Trójcy Świętej w Kalazinie, gdzie miał zamieszkiwać na prawach przełożonego. Do czynnej pracy duszpasterskiej wrócił w 1918, gdy był przez rok locum tenens wikariatu ałatyrskiego eparchii symbirskiej. W 1920 został ordynariuszem eparchii woroneskiej i zadońskiej. W sierpniu 1921 zorganizował w swojej eparchii zbiórkę funduszy na pomoc głodującym.
W 1922 przystąpił do Żywej Cerkwi. Podobnie postąpiło w tym samym czasie niemal całe duchowieństwo eparchii woroneskiej. Arcybiskup Tichon dokonywał chirotonii nowych biskupów Żywej Cerkwi, w tym żonatych kapłanów, usuwał również z parafii kapłanów niechętnych odnowicielstwu. W lutym 1923 Synod Żywej Cerkwi mianował go metropolitą i przeniósł na katedrę kijowską, jednak już po pół roku metropolita Tichon wrócił do eparchii woroneskiej, porzuconej przez jego następcę.
Był jednym z sygnatariuszy pisma Żywej Cerkwi do patriarchy konstantynopolitańskiego Grzegorza VII, w której liderzy odnowicielstwa ubiegali się o uznanie kierowanej przez nich struktury za kanoniczny Kościół prawosławny. Brał także udział w soborze Żywej Cerkwi w Moskwie w 1925. Latem roku następnego, w czasie spotkania z biskupem woroneskim (w kanonicznej Cerkwi Rosyjskiej) Piotrem odrzucił propozycję złożenia aktu pokutnego i powrotu do pierwotnej jurysdykcji. Zmarł w tym samym roku i został pochowany w soborze Zwiastowania w kompleksie monasteru Zwiastowania i św. Mitrofana z Woroneża w Woroneżu.